# Enrique Wiegand Frödden
Enrique Wiegand Frödden (Valparaíso, 20 de enero de 1895-Santiago, 12 de junio de 1962) fue un abogado y político conservador chileno.

## Vida
Hijo de Augusto Wiegand y de María Rosalba Frödden. Educado en el Colegio de los Sagrados Corazones de Valparaíso y cursó Leyes en la misma institución. Juró como abogado el 27 de junio de 1917 con su tesis “De la patria potestad”.
Contrajo matrimonio con Elisa Garnham.

## Carrera profesional
Se dedicó al ejercicio de su profesión en instituciones como el Banco de Londres y el Banco de América del Sur, en la empresa Fideos Carozzi y en la compañía de seguros La Central.
Fue Presidente de la Asociación Aurífera Ocoa, de la Sociedad Cooperativa de Consumo Porteña y de la Empresa Municipal de Desagües. Fue Cónsul de Portugal en Valparaíso, hasta 1952. Colaboró con la prensa en temas jurídicos.
En el área educativa fue Profesor de Derecho Procesal en Valparaíso y Profesor de Educación Cívica en la Escuela Naval y en el Colegio de los Sagrados Corazones. Fue Secretario general de la Universidad Católica de Valparaíso y secretario en la Facultad de Leyes de los Sagrados Corazones.

## Carrera política
Miembro del Partido Conservador. Fue Regidor de la Municipalidad de Viña del Mar (1935-1938 y 1938-1941).
Elegido Diputado por la 6.ª agrupación departamental de Valparaíso, Casablanca, Quillota y Limache (1946-1949), llenando la vacante que dejó el fallecido diputado radical Ismael Carrasco Rábago. Se incorporó en su reemplazo el 25 de junio de 1946, tras vencer en las elecciones complementarias con 21.304 votos, contra los 7.177 de Rolando Rivas Fernández (Radical Democrático), 6.879 votos de Esteban Delgadillo (comunista) y los 1.714 votos de Francisco Vío (falangista).
En su período parlamentario fue miembro de la comisión permanente de Constitución, Legislación y Justicia. Fue reelecto Diputado por la misma agrupación departamental (1949-1953), en esta oportunidad, integró la comisión de Relaciones Exteriores.
Fue Socio del Colegio de Abogados, del Club de Viña del Mar y del Club de Golf.